# Dom von Prato

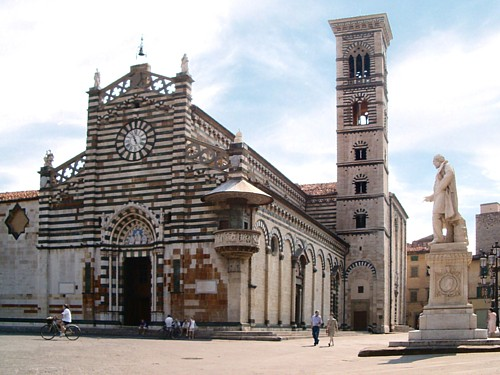
Dom von Prato

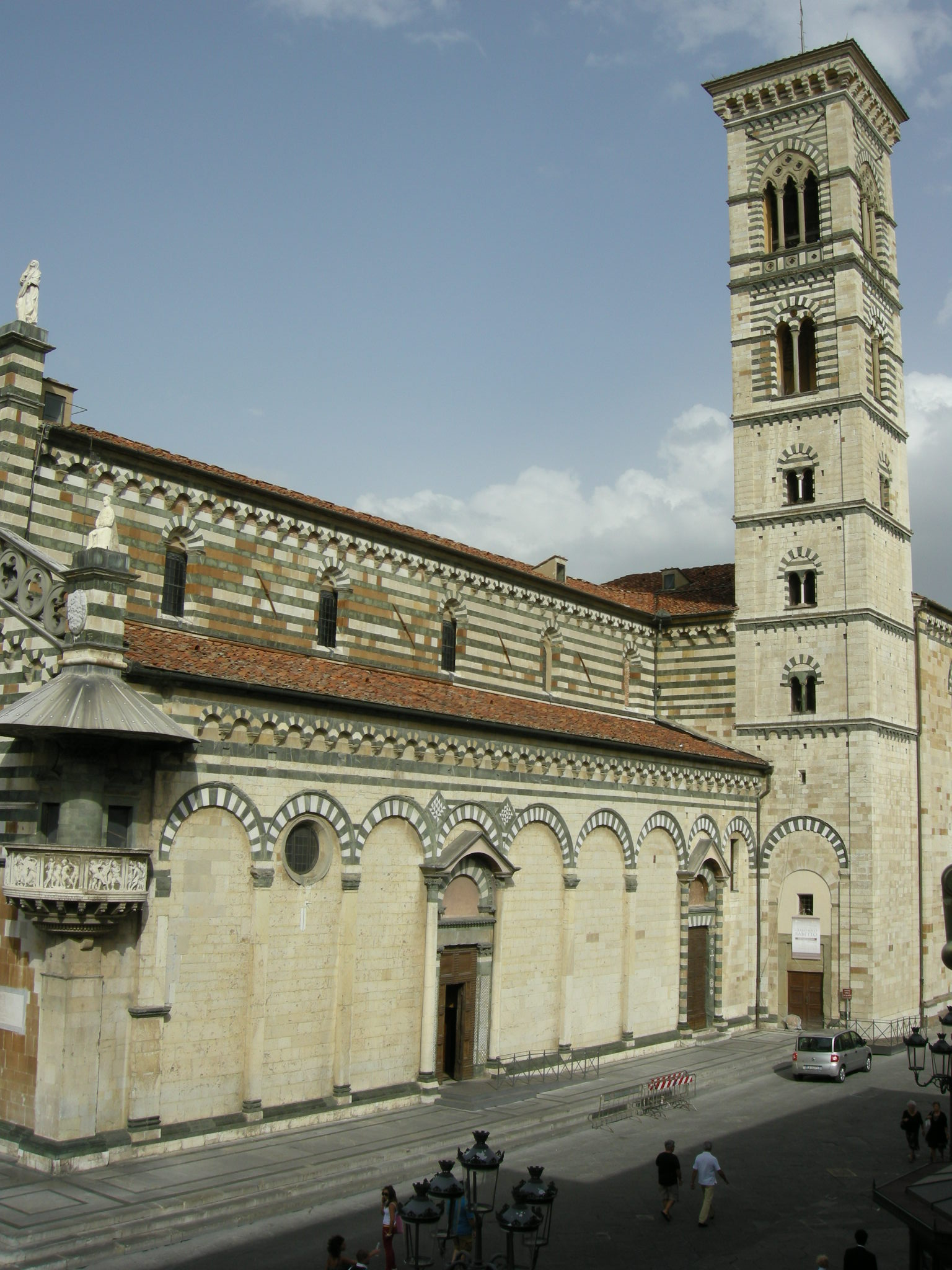
Blick auf den Glockenturm

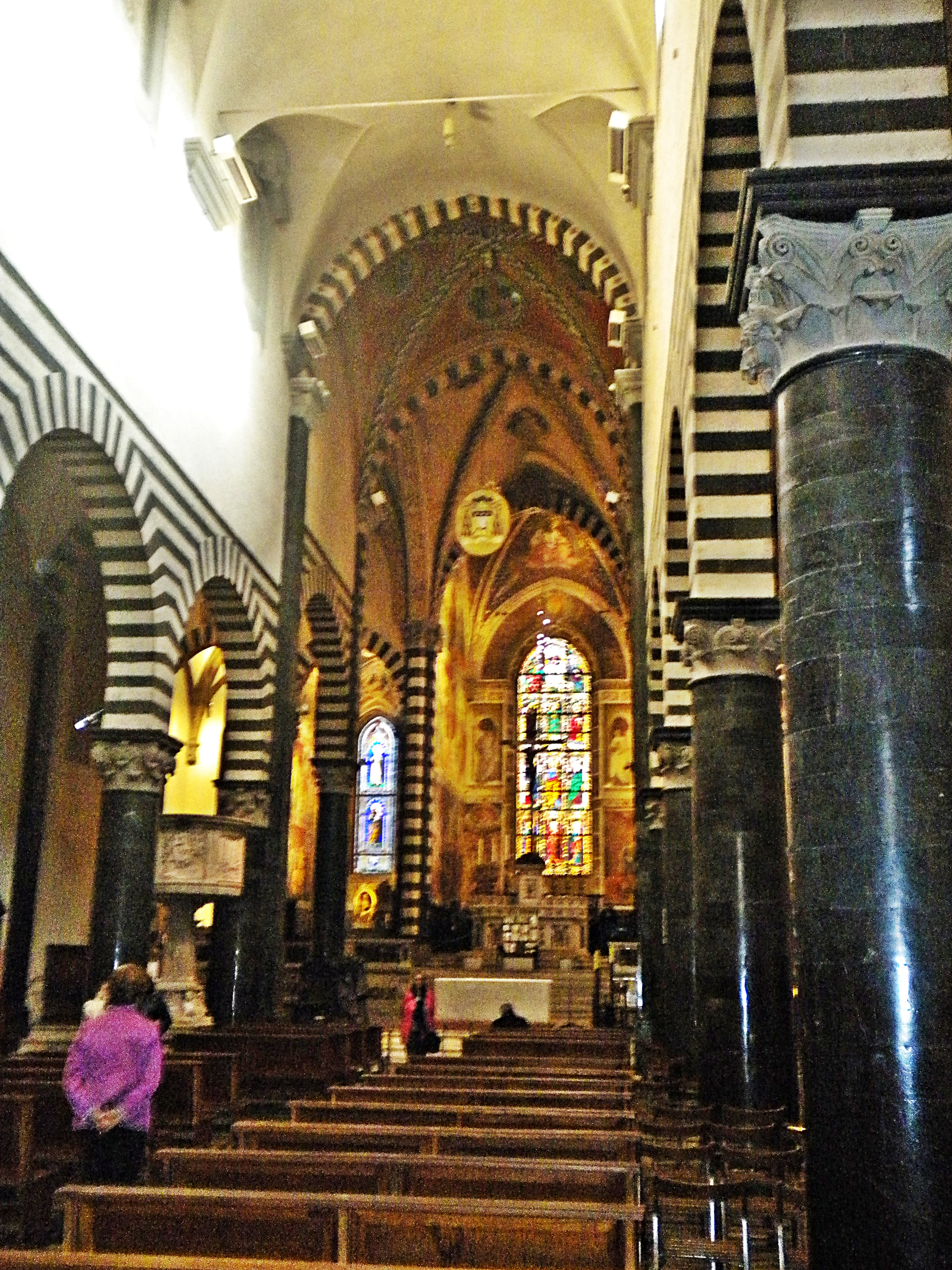
Blick durch das Kirchenschiff

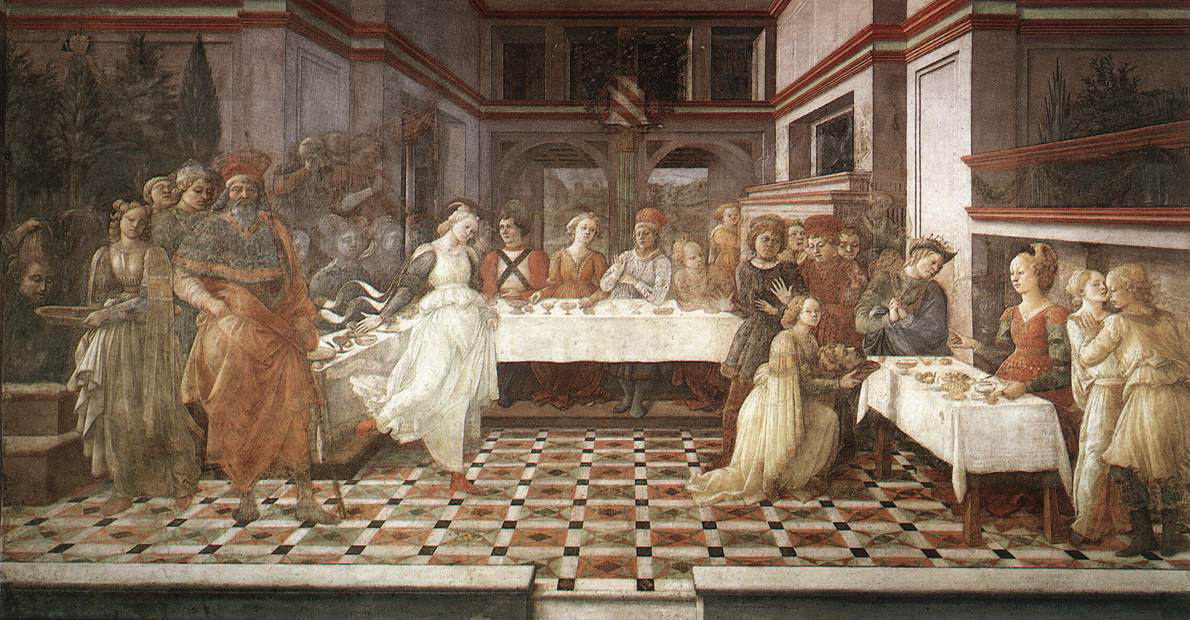
Fra Filippo Lippi: Das Gastmahl des Herodes aus dem Freskenzyklus Szenen aus dem Leben der hll. Stephanus und Johannes des Täufers

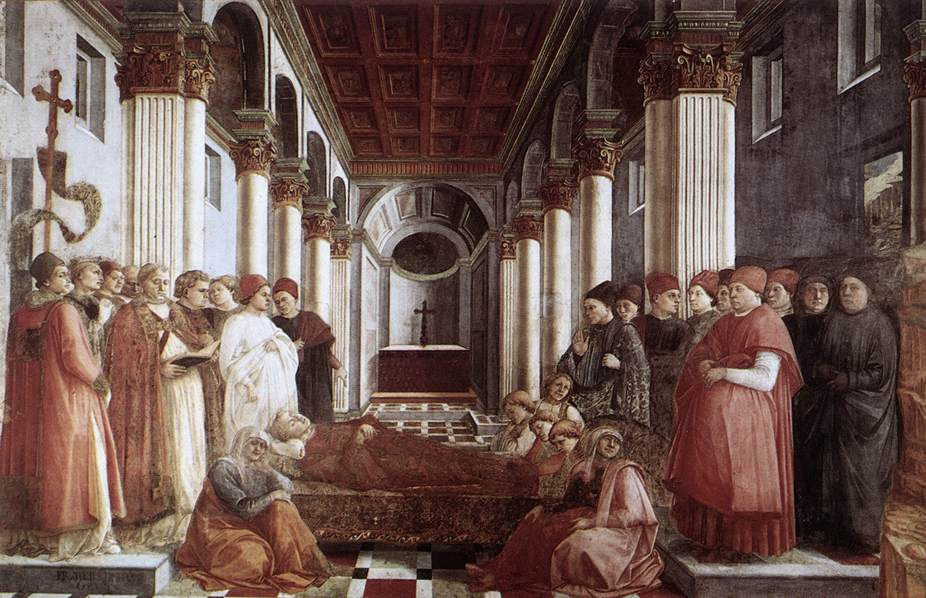
Fra Filippo Lippi: Das Begräbnis des hl. Stephanus aus dem Freskenzyklus Szenen aus dem Leben der hll. Stephanus und Johannes des Täufers

Der Dom von Prato, dem hl. Stephanus geweiht, ist die Kathedrale des Bistums Prato und führt seit 1996 den Titel Basilica minor. Er steht an der Piazza del Duomo in Prato.

## Geschichte
Die Kathedrale ist eine der ältesten Kirchen der Stadt. Sie wird erstmals ab dem 10. Jahrhundert erwähnt, höchstwahrscheinlich wurde sie aber bereits im 5. Jahrhundert erbaut.
Mitte des 12. Jahrhunderts begann man damit, die Pieve zu restaurieren und zu erweitern. Aus jener Zeit stammt der romanische Kreuzgang, der teilweise im 15. Jahrhundert verändert wurde.
Am Anfang des 13. Jahrhunderts wurde, vermutlich nach einem Entwurf von Giudetto da Como, mit der Errichtung des Campanile begonnen, der 1356/57 fertiggestellt wurde.
1386 wurde die heutige Fassade von Lorenzo di Filippo geschaffen. Als Baustoffe verwendete man den weißen Alberese-Marmor und den grünen Serpentino-Marmor. Die Arbeiten an der Fassade erstreckten sich bis in die Mitte des darauffolgenden Jahrhunderts. Aus der gleichen Zeit stammen auch das große Portal mit der Lünette mit einem verglasten Terrakotta-Hochrelief von Andrea Della Robbia, die Capella della sacra cintola und die Außenkanzel von Donatello.

## Äußeres

### Kanzel von Donatello

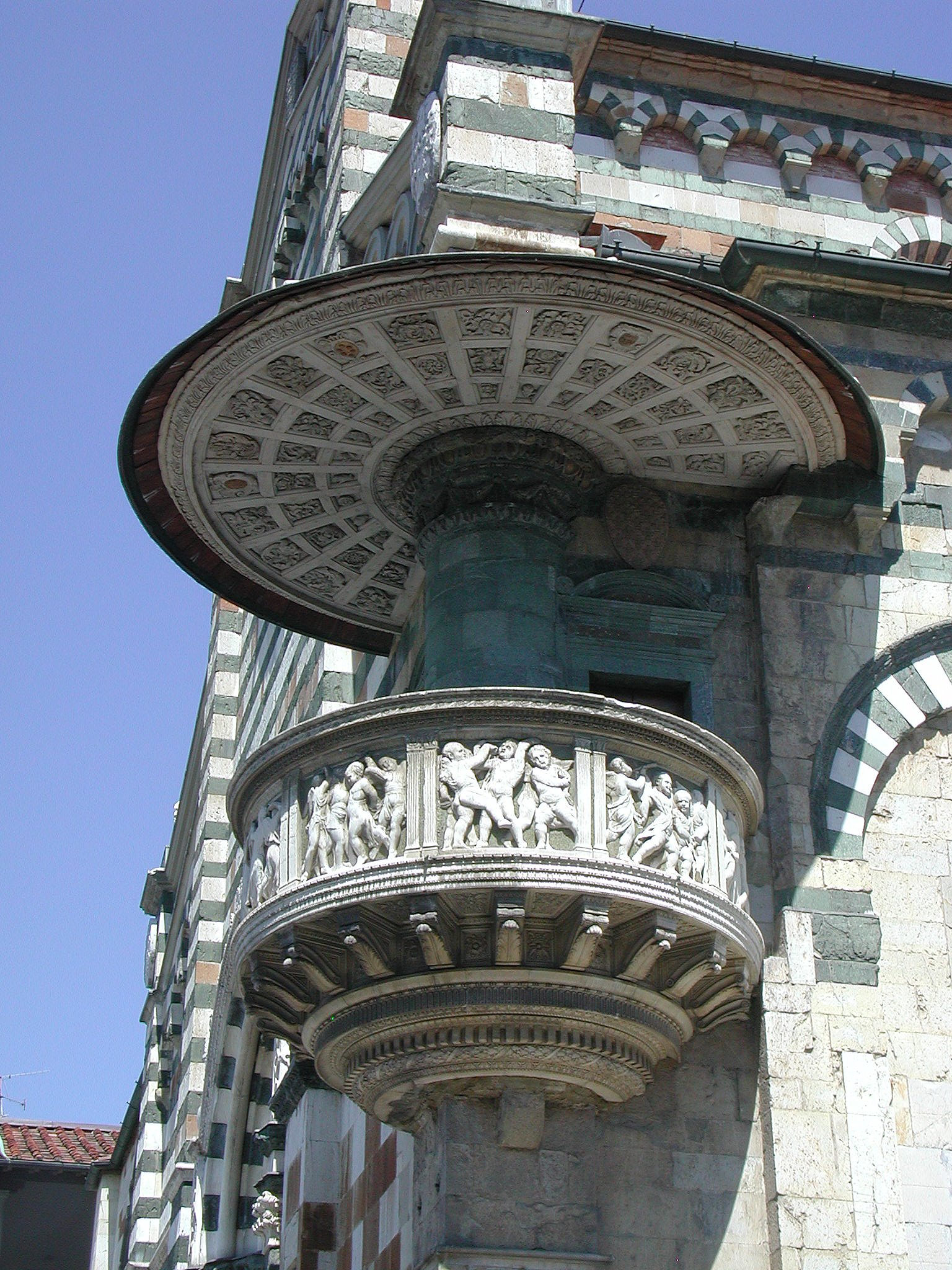
Kanzel von Donatello und Michelozzo

Im Jahre 1428 wurden Donatello und Michelozzo di Bartolomeo mit der Kanzel beauftragt, die dafür bestimmt ist, an Festtagen (normalerweise fünfmal jährlich) dem Volk die Sacra Cintola (Gürtel der Muttergottes) zu zeigen. Deshalb wurde auch die besondere Position an der Außenecke der Kirche gewählt, damit die Kanzel von zwei Seiten aus sichtbar ist.
Die Kanzel ruht auf einem Pfeiler mit einem schmuckvollen Bronzekapitell von Michelozzo. Das Kapitell trägt die klassische Engelsfigur, die sich zum darüber liegenden Marmorrahmen mit konzentrischen Kreisen wendet.
Die Brüstung aus weißem Marmor ist mit einem Relieffries verziert und mit Lisenen in 7 Bilder unterteilt. Darin befinden sich tanzende Engel und durch den Mosaikhintergrund entsteht der Eindruck von Bewegung.

### Portal
Das große Portal mit zweifarbigen Schichten entstand 1412–13 nach einem Entwurf von Giovanni di Ambrogio und Niccolò di Piero Lamberti. Es schließt mit einer Spitzbogenleiste ab, in der sich eine 1489 von Andrea Della Robbia geschaffene Lünette mit dem Hochrelief aus Terrakotta und weiß-blauer Verglasung Madonna, il bambino e i santi Stefano e Lorenzo befindet.

## Inneres
Der dreischiffige Innenraum mit abschließender Apsis wird durch je sechs Bögen auf beiden Seiten unterteilt. Der Transept wird Giovanni Pisano zugeschrieben, während die kelchförmige Kanzel im 15. Jahrhundert von Mino da Fiesole und Antonio Rosselino erstellt wurde.
Im Inneren des Domes überwiegt die Zweifarbigkeit der Alberese- und Serpentino-Schichten der Säulen und Bögen. Der Fußboden aus dem 16. Jahrhundert besteht aus Sechsecken und Rauten aus rotem Marmor aus Monsummano.
Der große weite Raum des Transeptes, der von fünf großen Kreuzgewölben mit Stützbalken abgedeckt wird, nimmt in Bezug auf die Struktur das Motiv der zweifarbigen Schichten auf, wobei die vier sehr hohen achteckigen Halbpfeiler, die die großen Spitzbögen zur Unterteilung der Gewölbe der Apsiskapellen stützen, entlastet werden.

### Capella del transetto
In der Mitte der Capella del transetto befindet sich ein Altar aus weißem Marmor und mehrschichtigen Marmorplatten. Er wurde im 17. Jahrhundert von den Fratelli Cennini geschaffen. Darüber ragt ein Kruzifix aus Bronze von Ferdinando Tacca. Die Kapelle ist mit Fresken ausgestattet, die von Filippo Lippi und seiner Werkstatt in Zusammenarbeit mit Fra’ Diamante da Terranuova gefertigt wurden.
Die Fenster der Kapelle wurden wahrscheinlich nach Entwürfen von Filippo Lippi gefertigt.

### Capella della sacra cintola
Die Capella della sacra cintola wurde von Lorenzo di Filippo zwischen 1386 und 1390 geschaffen als Aufbewahrungs- und Verehrungsort für die Marienreliquie Heiliger Gürtel. Heute befindet sich die Kapelle im ersten Teil des linken Schiffes.
Der Innenraum der Kapelle ist mit Fresken von Agnolo Gaddi verziert. Dargestellt sind das Leben der Muttergottes und insbesondere Episoden der Ereignisse um den Heiligen Gürtel, die die gesamte östliche Wand schmücken. In der Kapelle befindet sich eine Statue der Madonna con Bambino aus weißem Marmor, sie stammt vermutlich aus dem Anfang des 14. Jahrhunderts und war für einen kleinen Chor in der Pieve gedacht. Sie ist ein Werk von Giovanni Pisano. Die Kapelle ist in beide Richtungen zur Kirche mit einem feinen Bronzegitter abgeschlossen, einem Renaissance-Meisterwerk von Maso di Bartolomeo.

### Orgel

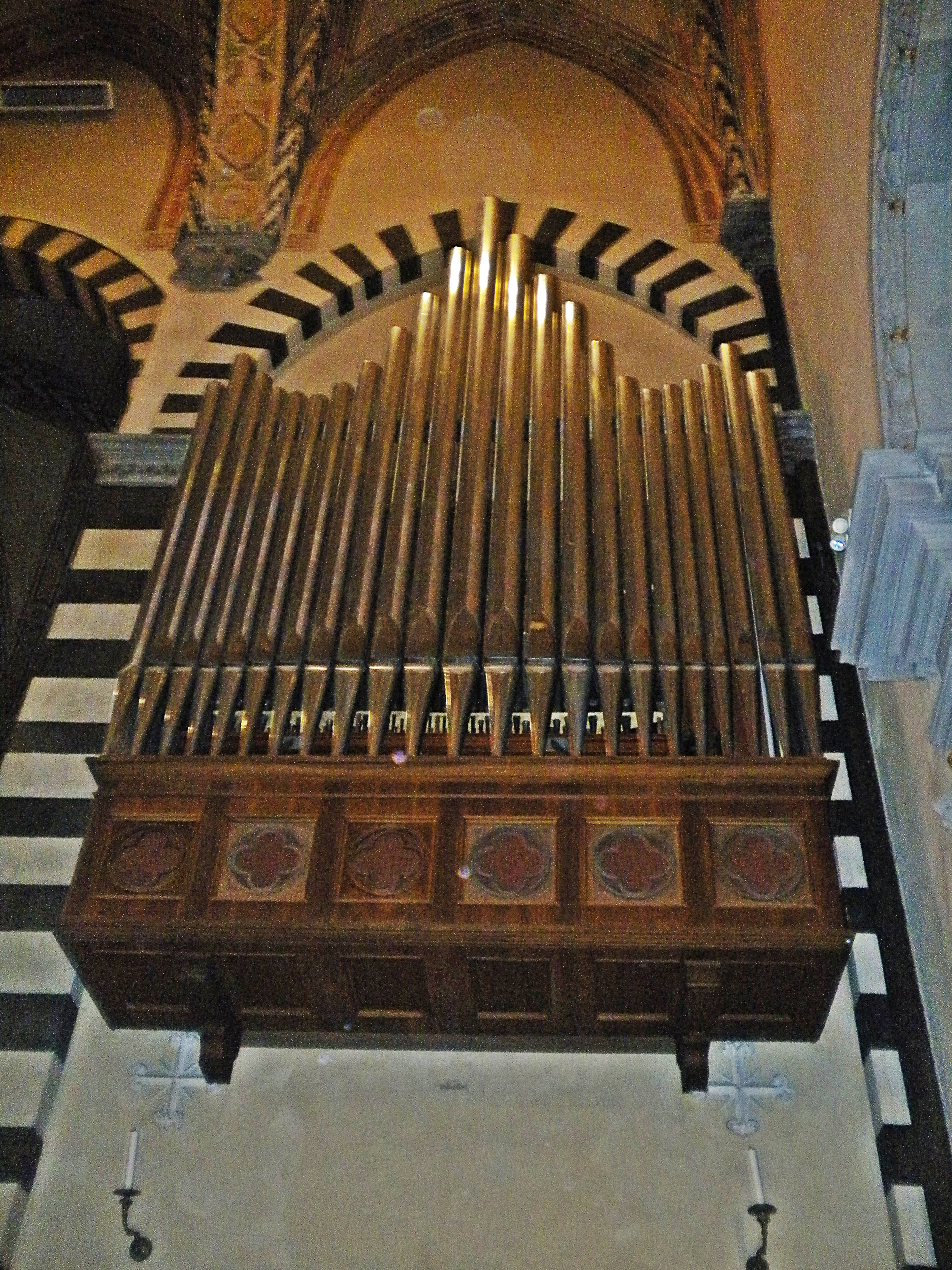
Blick auf die Orgel

Die Orgel wurde in den 1960er Jahren von der Orgelbaufirma Fratelli Ruffatti (Padua) erbaut. Das Instrument hat 52 Register auf drei Manualen und Pedal. Die Werke sind auf den Kirchenraum verteilt: Die Chororgel (Organo corale) mit zehn Registern auf einem Manual und Pedal befindet sich ebenerdig im Querschiff. Sie ist nicht sichtbar. Grand’Organo, Espressivo und Pedal sind in zwei identischen Orgelgehäusen untergebracht, die sich im Querschiff auf einander gegenüberliegenden Emporen befinden. Die Trakturen sind elektrisch.
| I Organo corale C-c4 |                  |       |
| 1.                   | Principale       | 8′    |
| 2.                   | Flauto           | 8′    |
| 3.                   | Ottava           | 4′    |
| 4.                   | Flauto in ottava | 4′    |
| 5.                   | XV               | 2′    |
| 6.                   | XIX              | 1 ⁄3′ |
| 7.                   | Ripieno III      |       |
| 8.                   | Tromba dolce     | 8′    |
|                      | Tremolo          |       |

| Pedale corale C-g1 |         |     |
| 9.                 | Bordone | 16′ |
| 10.                | Bordone | 8′  |

| II Grand'Organo C-c4 |                     |       |
| 11.                  | Principale          | 16′   |
| 12.                  | Principale          | 8′    |
| 13.                  | Flauto a cilindrico | 8′    |
| 14.                  | Ottava              | 4′    |
| 15.                  | Flauto in ottava    | 4′    |
| 16.                  | XII                 | 2 ⁄3′ |
| 17.                  | XV                  | 2′    |
| 18.                  | Sesquialtera II     |       |
| 19.                  | Ripieno grave IV    |       |
| 20.                  | Ripieno acuto III   |       |
| 21.                  | Cornetto V          |       |
| 22.                  | Voce umana          | 8′    |
| 23.                  | Trombone            | 16′   |
| 24.                  | Tromba              | 8′    |
| 25.                  | Tuba                | 8′    |
| 26.                  | Clarion             | 4′    |

| III Espressivo C-c4 |               |        |
| 27.                 | Principale    | 8′     |
| 28.                 | Bordone       | 8′     |
| 29.                 | Viola         | 8′     |
| 30.                 | Voce celeste  | 8′     |
| 31.                 | Ottava        | 4′     |
| 32.                 | Flauto fusato | 4′     |
| 33.                 | Nazardo       | 2 1⁄3′ |
| 34.                 | Flautino      | 2′     |
| 35.                 | Terza         | 1 3⁄5′ |
| 36.                 | Piccolo       | 1′     |
| 37.                 | Ripieno V     |        |
| 38.                 | Oboe          | 8′     |
|                     | Tremolo       |        |

| Pedale C-g1 |              |     |
| 39.         | Contrabbasso | 16′ |
| 40.         | Principale   | 16′ |
| 41.         | Subbasso     | 16′ |
| 42.         | Basso        | 8′  |
| 43.         | Bordone      | 8′  |
| 44.         | Ottava       | 4′  |
| 45.         | Corno        | 4′  |
| 46.         | Flautino     | 2′  |
| 47.         | Ripieno V    |     |
| 48.         | Bombarda     | 16′ |
| 49.         | Trombone     | 16′ |
| 50.         | Tromba       | 8′  |
| 51.         | Tuba         | 8′  |
| 52.         | Clarion      | 4′  |